# Хемингуэй, Дри
Дри Луиза Хемингуэй Крисман (англ. Dree Louise Hemingway Crisman; род. 4 декабря 1987) — фотомодель и актриса

, дочь актрисы Мэриел Хемингуэй и правнучка писателя Эрнеста Хемингуэя.

## Биография
Дри Хемингуэй выросла в штате Айдахо и училась в Ernest Hemingway Elementary School. Позже она переехала в Калифорнию для средней школы и жила в Westlake Village, штат Калифорния, в районе Северного Ранчо. Она посещала Oaks Christian High School первые два с половиной года, а затем переехала и стала работать в модельном бизнесе.
Дри Хемингуэй работала с различными модельными агентствами и представляла интересы крупных компаний в печати рекламы, а также в показах мод.
В марте 2009 года она дебютировала на дефиле-шоу коллекции осень/зима 2009—2010 для Givenchy в Париже. В июне 2009 года она вошла в Calvin Klein resort show в Нью-Йорке. В сентябре 2009 года она открыла Topshop show коллекции весна/лето 2010 в Лондоне.
В январе 2010 года Хемингуэй была объявлена как новое лицо Gianfranco Ferré рекламной кампании.
В апреле 2010 года Хемингуэй была в новой рекламной кампании духов Salvatore Ferragamo, называемые Attimo. Также работала с Gucci, Жан-Поль Готье, Valentino, H&M, Chanel и Пако Рабан.
В марте 2016 года Дри стала «Девушкой месяца» журнала Playboy. Она стала первой в истории «Девушкой месяца», которая не позировала обнажённой.